# In Spite of All the Danger
Az In Spite of All the Danger egy dal, amely a The Quarrymen együttes (tagjai: John Lennon, Paul McCartney, George Harrison, John Lowe és Colin Hanton) első stúdióban rögzített dala volt. A dalt McCartney írta, amihez Harrison gitárszólót írt és emiatt McCartney–Harrison szerzeményként jelölték meg. A szerző Elvis Presley Trying To Get To You dallamvezetését vette át és új szöveget írt hozzá. A dalt 1958 nyarán rögzítették a liverpooli Philliphs lemezstúdióban. A lemez másik oldalára Buddy Holly That'll Be the Day feldolgozása került.
A dalt a nagyközönség csak a The Beatles 1995-ös Anthology 1 albumról ismerhette meg.

## Közreműködött
A The Beatles Bible oldal szerint:
- - John Lennon – ének, ritmusgitár
  - Paul McCartney – vokál, ritmusgitár
  - George Harrison – vokál, szólógitár
  - John "Duff" Lowe – zongora
  - Colin Hanton – dob

## Fordítás
Ez a szócikk részben vagy egészben  az   In Spite of All the Danger című angol Wikipédia-szócikk fordításán alapul.  Az eredeti cikk szerkesztőit annak laptörténete sorolja fel. Ez a jelzés csupán a megfogalmazás eredetét és a szerzői jogokat jelzi, nem szolgál a cikkben szereplő információk forrásmegjelöléseként.